# Exorcist: The Beginning
Exorcist: The Beginning is een Amerikaanse horrorfilm uit 2004 onder regie van Renny Harlin. Het is het vierde deel in de Excorcist-filmserie. De film werd genomineerd voor twee Golden Raspberry Awards.

## Verhaal
Vier jaar nadat hij getuige was van de gruwelen van de Tweede Wereldoorlog, neemt priester Lankester Merrin deel aan een archeologische expeditie in Turkana County in Kenia. Een verzamelaar van voorwerpen uit de Oudheid genaamd 'Semelier' verzoekt hem om hier een relikwie van een oeroude demon voor hem te vinden in een begraven Byzantijnse kerk. De lokale stammen beschouwen dit gebouw als vervloekt.

## Rolverdeling
- Stellan Skarsgård: Priester Lankester Merrin
- Izabella Scorupco: Sarah
- James D'Arcy: Priester Francis
- Ralph Brown: Sergeant-majoor
- Julian Wadham: Majoor Granville
- Andrew French: Chuma
- Ben Cross: Semelier
- Remy Sweeney: Joseph
- David Bradley: Priester Gionetti
- Alan Ford: Jefferies
- Antonie Kamerling: Luitenant Kessel
- Eddie Osei: Emekwi
- Israel Aduramo: Jomo
- Patrick O'Kane: Bession
- James Bellamy: James
- Cecilia Amati: Klein Nederlands meisje
- Roberto Davide: Korporaal Finn
- Rupert Degas: Pazuzu (stem, onvermeld)

## Achtergrond
Nadat regisseur Paul Schrader Dominion: Prequel to the Exorcist had gemaakt, was producent Morgan Creek zo ontevreden dat hij niet werd uitgebracht. In plaats daarvan kreeg regisseur Renny Harlin de opdracht om een groot deel van de film opnieuw op te nemen. Dit resulteerde in Exorcist: The Beginning. De film flopte, waarna Schrader alsnog Dominion mocht afmaken en uitbrengen (in 2005). Door deze achtergrond bestaan beide films uit hoofdzakelijk dezelfde cast en hoofdlijnen.